# マナセプロダクション
株式会社マナセプロダクション（英: Manase Productions Inc.）は、日本の芸能事務所。東京都渋谷区千駄ヶ谷に本社を置く。1948年に創立した日本最古の芸能プロダクション（2023年現在・創立75周年）。

## 概要
1946年、曲直瀬花子が仙台市駐留の米軍基地に通訳として採用され、夫の曲直瀬正雄とともに曲直瀬プロダクションの前身であるオリエンタル芸能社を1948年に設立したのが始まり。日本初の芸能事務所だった。戦後のジャズ・バンド、ジャズ歌手で曲直瀬夫妻の世話にならなかった人はいないと言われた。戦後日本を代表するジャズ歌手、ナンシー梅木。小樽市出身の彼女が上京する途中、仙台で腕を磨いた話は、当時から有名だった。その世話をしたのが曲直瀬夫妻で、のちにナンシーは渡米し、アメリカ芸能界で大活躍する。ハリウッド映画『サヨナラ』（1957）では、見事アカデミー賞助演女優賞に輝いている。ブロードウェイでミュージカル『フラワー・ドラム・ソング』（1959）に主演した際には、トニー賞主演女優賞にノミネートされた。
「上を向いて歩こう」（SUKIYAKI）でアメリカでもっとも権威のあるヒットチャート誌ビルボードの「ホット100」で1位を獲得した坂本九をはじめ森山加代子、ジェリー藤尾ら数多くのスターを育てる。
福祉に対して積極的なプロダクションとしても知られ、1960年代に札幌テレビ放送（STV)が北海道で当時流行していた小児麻痺のチャリティーショーにタレントの出演を要請してきた際、十分な出演料を出せないというSTVに対し、逆に出演料は受け取れないと無報酬での出演を条件付けたというエピソードが残っている。このことがきっかけで、後に坂本九が北海道を中心に積極的な福祉活動を展開することとなる。
現在の代表取締役である曲直瀬道枝（山田道枝）はもともと渋谷の焼肉店「外苑」オーナーの協力の下、渋谷区千駄ヶ谷で花屋「フルールはなはな」を経営していたが、1982年、父・正雄の健康上の問題と坂本九からの要請もあり、並行してプロダクション運営を行い、現在に至っている。
渡辺プロダクショングループ代表の渡邊美佐は曲直瀬正雄・花子夫妻の長女で現社長の姉。YU-Mエンターテインメント代表の山田昌治は曲直瀬道枝の長男。

## 主な所属者
- 西田ひかる
- 真琴つばさ（系列会社エフ・スピリット所属）
- 本間理紗
- 青山航士（系列会社エフ・スピリット所属）
- 石川雅宗（系列会社エフ・スピリット所属）
- 羽鳥翔太
- 広瀬斗史輝（系列会社エフ・スピリット所属）
- 鮫島拓馬（系列会社エフ・スピリット所属）
- 岡本莉瑚

### 過去の所属者（故人を含む）
- 坂本九（公式サイトでは、事実上所属扱いとなっている）
- 水原弘
- 田村圭生
- 山下敬二郎
- 森山加代子
- 九重佑三子
- ジェリー藤尾
- 渡辺友子
- ダニー飯田とパラダイスキング
- 小俣尚也とドライビングメン
- Whoopee フーピー 原宿ポテトストリート  ロマンフォーユー  シークレットハネムーン
- 田中さとみ
- 瀬戸カトリーヌ（2009年12月まで所属。2010年4月1日から、サムデイ所属）
- 早美あい
- 小川千菜美
- 原田京
- 中野真渡嘉
- 伊藤有沙
- UNFINISH
- 稲田英幸
- 杉本健介
- 橋本真一
- 丹澤誠二
- 山田ジルソン
- 上野健

## 創業者・曲直瀬夫妻
マナセプロダクションを創業した夫妻の曲直瀬正雄・曲直瀬花子。代々東京で医師の家系だった曲直瀬（まなせ）一家が戦中の戦況悪化により女中の郷里、宮城県登米郡登米町（当時名）に移住。戦後英語が話せる嫁の花子は仙台の進駐軍で通訳を行う傍ら、夫の正雄は戦前から音楽に馴染んでいた進駐軍のラジオでジャズに触れていた。
そうしている間に花子経由で正雄は進駐軍からジャズ演奏できる人を集めて青葉城広場でジャズ演奏会を始めた。その後正雄は「オリエンタル芸能社」を設立、東京からバンドマンや歌手、芸人などを集め原町キャンプ、多賀城キャンプ、花京院の将校クラブなど仙台近郊の米軍キャンプを巡った。
まだ仙台の鹿鳴館と言われた月１回の信和会（後の如月会）を主催し、生活面では充実した日々を過ごしていた。1952年（昭和27年）サンフランシスコ講和条約、米軍キャンプの撤収が進み、曲直瀬家は拠点を仙台から東京に移すことになった。そして「マナセプロダクション」と社名を変更し再出発した。
また曲直瀬正雄は日本にバトントワリングを導入したことで知られている。現在、日本のバトン人口は50万人を超え、今やその実力は世界一。フィギュアスケートや新体操のように芸術性の高いスポーツ競技として発展しており注目を集めるようになった。
1992年（平成4年）1月8日、肺炎のため享年87歳で亡くなった曲直瀬正雄の前夜式は、翌日、東京渋谷の日本キリスト教団渋谷教会で営まれた。日本の戦後芸能界の創設者とも言うべき正雄だけに、式には植木等、ハナ肇、加山雄三夫妻、柏木由紀子、高木ブー、西田ひかるらのタレントのほか芸能関係者ら約200人が参列し、故人の冥福を祈った。翌々日の告別式は長男・陽造が喪主を務めた。

## 関連企業
- 株式会社マナセ音楽出版
- 有限会社花子
- 株式会社エフ・スピリット